# Avantium
Avantium N.V. is een Nederlands bedrijf dat de biobased kunststoffen en chemicaliën ontwikkelt en commercialiseert op basis van technologische mogelijkheden in katalyseonderzoek & ontwikkeling.
Het bedrijf is in 2000 opgericht met een hoofdkantoor in Amsterdam als een spin-off van Shell. Tegenwoordig bestaat Avantium uit drie business units - Catalysis, Renewable Chemistries en Renewable Polymers (voorheen Synvina). In maart 2017 heeft de onderneming haar beursdebuut gemaakt op de Amsterdamse effectenbeurs.

## Beschrijving
In 2011 is in Geleen de eerste demonstratiefabriek van YXY Technology geopend. De technologie maakt het mogelijk plantaardige koolhydraten om te zetten in furanen, een bouwsteen voor het maken van biogebaseerde chemicaliën, materialen en brandstoffen. In januari 2019 verwierf Avantium de volledige eigendom van Synvina en haar YXY-fabrieken-to-plastics technologie en in juni werd de business unit omgedoopt tot Renewable Polymers.
Op 8 januari 2020 werd bekendgemaakt dat in Delfzijl de FDCA-fabriek met een capaciteit van 5000 ton per jaar gebouwd gaat worden. FDCA wordt gebruikt als grondstof voor bioplastic flesjes en films, met name voor de voedingsmiddelen- en drankenindustrie. In april 2021 heeft Avantium 20% extra aandelen uitgegeven hetgeen 28 miljoen euro heeft opgeleverd. Dit geld zal worden geïnvesteerd in de nieuwe fabriek in Delfzijl die in 2023 gereed moet zijn. In april 2022 heeft Avantium voor 45 miljoen euro nieuwe aandelen uitgegeven.
Avantium heeft in 2018 een pilot-bioraffinaderij op het Chemie Park Delfzijl opgestart. In deze fabriek worden houtsnippers, geleverd door Staatsbosbeheer, omgezet naar grondstoffen voor de chemische industrie met behulp van het Zambezi-proces, inmiddels omgedoopt in Dawn Technology. Verder wordt samen met AkzoNobel, RWE en Chemport Europe gewerkt aan een business case voor een eerste commerciële fabriek op basis van deze technologie in Delfzijl.
In de tweede helft van 2019 werd op dezelfde locatie een tweede faciliteit geopend om de Ray Technology, voormalige derde Mekong Technologie, te demonstreren (1-stap, hoog atoomrendement proces om mono-ethyleenglycol (MEG) te produceren uit industriële suikers).
Op 20 april 2022 is de bouw gestart van een nieuwe bioplasticfabriek ook in Delfzijl. De fabriek vergt een investering van meer dan 150 miljoen euro. De fabriek gaat werk bieden aan zo'n 70 mensen en gaat furaandicarbonzuur, vaak afgekort als FDCA, uit biomassa winnen. FDCA is een belangrijke grondstof voor PEF, een plastic dat volledig te recyclen is. In januari 2024 heeft Avantium een claimemissie ter waarde van 50 miljoen euro gedaan. Met deze emissie verwacht het bedrijf voldoende geld te hebben tot de nieuwe fabriek in Delfzijl operationeel is. De fabriek werd op 22 oktober 2024 geopend, dit is ongeveer een jaar later dan aanvankelijk verwacht. De fabriek moet nog worden ingeregeld en getest waardoor het nog een jaar kan duren voordat de productie echt van start gaat.  
In februari 2023 tekende het bedrijf een overeenkomst met het Amerikaanse bedrijf Origin Materials. Origin Materials mag de technologie van Avantium gebruiken voor de bouw van een FDCA fabriek met een capaciteit van 100.000 ton per jaar. Avantium ontving in 2022 al een vooruitbetaling ter waarde van 5 miljoen euro van Origin Materials en met het tekenen van dit contract komt daar 7,5 miljoen euro bij. Origin Materials zal verder aan Avantium licentievergoedingen betalen zodra bepaalde ontwikkelingsmijlpalen zijn gehaald, zoals een goed werkende fabriek in Delfzijl.
In december 2024 heeft het bedrijf 11,2 miljoen euro opgehaald met de uitgifte van 6,4 miljoen aandelen, dit is 8% van het uitstaande kapitaal. Het was onderdeel van een groter financieringspakket ter waarde van 46 miljoen euro, de resterende 35 miljoen euro was afkomstig van Pieter Kooi, de provincie Groningen en diverse banken. Het geld wordt voornamelijk gebruikt voor de nieuwe fabriek in Delfzijl.
Accsys · Amsterdam Commodities · Avantium · Azerion ·B&S · BAM Groep · Brunel International · CM.COM · Ebusco · Fastned · ForFarmers · Heijmans · Kendrion · Nedap · Nieuwe Steen Investments · NX Filtration · Ordina · Pharming · PostNL · Renewi · Sif Group · Sligro Food Group · TomTom · Vastned Retail · Vivoryon Therapeutics · Wereldhave